# 十五柱球
十五柱球為古代一種集體室內球類運動，與現代的保齡球類似。產生及興盛於唐代，以球當箭，以木柱為靶，所以又稱作「木射」。

## 另見
- 保齡球
- 木棋